# Берёзовка (приток Икорца)
Берёзовка — река в Воронежской области России, левый приток Икорца (приток Дона). Длина — 83 км. Площадь бассейна — 703 км².

## География

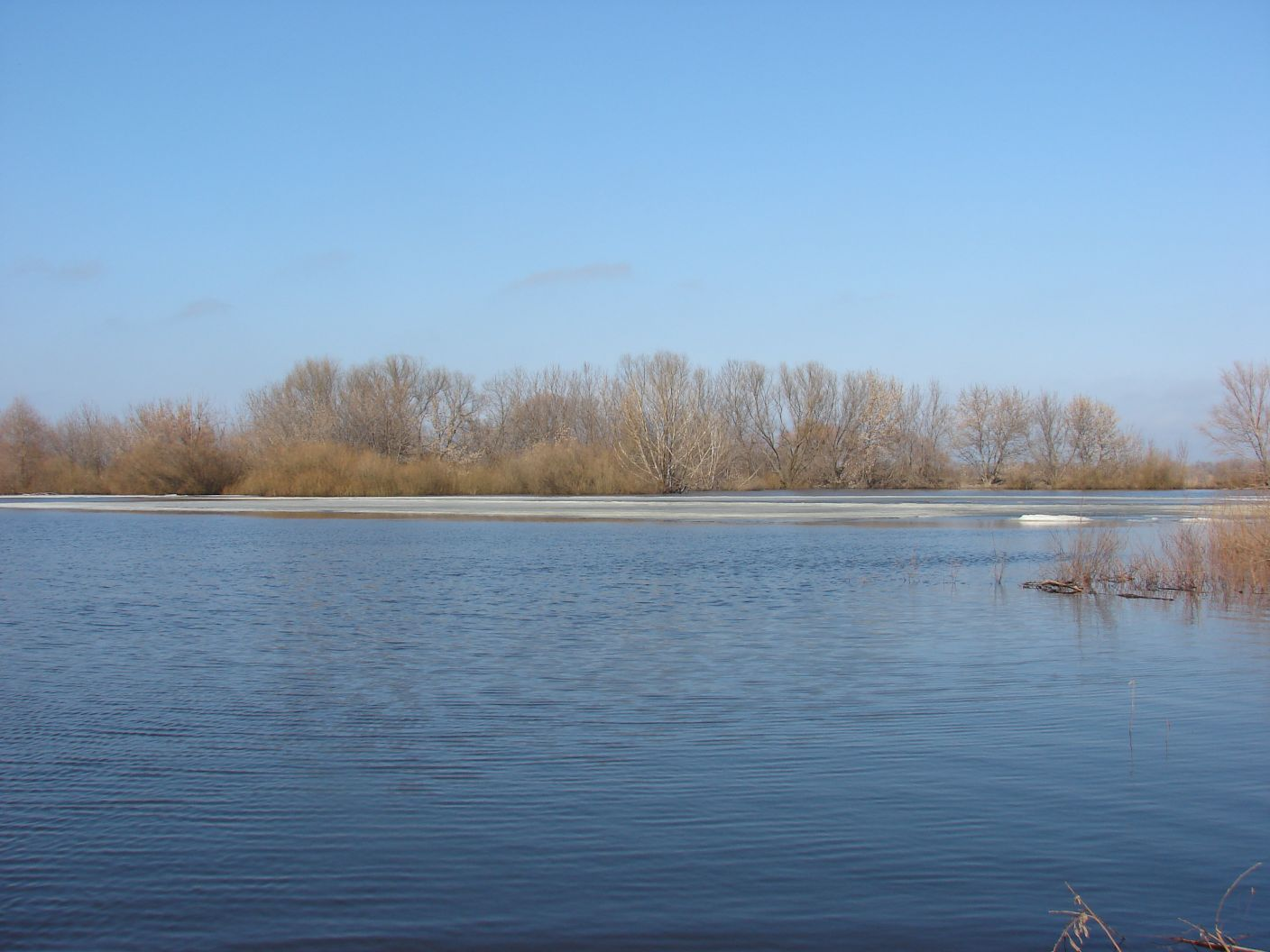
Запруда на реке

Берёзовка представляет собой типично равнинную реку с преимущественно снеговым питанием. На почти всём протяжении глубины не превышают двух метров, берега пологие, заросшие.
В летние месяцы река практически пересыхает.
В реке водится плотва, караси, щука, пескарь. На реке имеется несколько искусственных запруд.
На реке Берёзовка находятся населённые пункты: Чесменка, Берёзовка, Романовка, Нащёкино, Зеленёвка.
Притоки Берёзовки:
- Сухая Берёзовка
- Река без названия у села Лебяжье